# Quận Oliver, North Dakota
Quận Oliver là một quận thuộc tiểu bang Bắc Dakota, Hoa Kỳ. Quận lỵ đóng ở Center6. Quận được đặt tên theo Harry S. Oliver, một dân biểu. Dân số theo điều tra năm 2010 của Cục điều tra dân số Hoa Kỳ là 1846 người.

## Địa lý
Theo Cục điều tra dân số Hoa Kỳ, quận này có diện tích 1893 km2, trong đó có 23 km2 là diện tích mặt nước.